# Zece căței
Zece căței este un film românesc din 1968 regizat de Laurențiu Sîrbu.